# Пстрошице-Первше
Пстроши́це-Пе́рвше (пол. Pstroszyce Pierwsze) — село в Польше в сельской гмине Мехув Мехувского повята Малопольского воеводства.
Село располагается в 5 км от административного центра повята города Мехув и в 38 км от административного центра воеводства города Краков.
Население 270 человек (2006 год).
В 1975—1998 годах входило в состав Келецкого воеводства, административным центром которого являлся город Кельце (село находилось на территориях находящихся рядом с территориями административно подчинённых Кракову). С 1999 входит в Малопольское воеводство (столица Краков).

## Достопримечательности
- Церковь святой Ядвиги.